# Figueiró do Campo
Figueiró do Campo é uma povoação portuguesa sede da Freguesia de Figueiró do Campo do Município de Soure, freguesia com 11,27 km² de área e 1288 habitantes (censo de 2021), tendo, por isso, uma densidade populacional de 114,3 hab./km².
É uma das poucas freguesias portuguesas territorialmente descontínuas, consistindo em duas partes de extensão muito diferente: a parte principal (cerca de 99% do território da freguesia) e um pequeníssimo exclave (um pequeno povoado de nome Entre-Valas e uns poucos terrenos agrícolas situados na margem oposta do Rio Ega, entre a Vala do Meio ou das Freiras e o caminho que liga os lugares de Casal do Minhoto e Montes de Formoselha), a nordeste, quase encravado na Freguesia de Pereira (Município de Montemor-o-Velho), não fosse a pequena confrontação do seu topo noroeste com a Freguesia de Santo Varão, do mesmo concelho vizinho. Daqui resulta que, caso único em Portugal, o Município de Montemor-o-Velho encerra um enclave do Município de Soure.

## Demografia
A população registada nos censos foi:
| Distribuição da População por Grupos Etários | Distribuição da População por Grupos Etários | Distribuição da População por Grupos Etários | Distribuição da População por Grupos Etários | Distribuição da População por Grupos Etários |
| -------------------------------------------- | -------------------------------------------- | -------------------------------------------- | -------------------------------------------- | -------------------------------------------- |
| Ano                                          | 0-14 Anos                                    | 15-24 Anos                                   | 25-64 Anos                                   | > 65 Anos                                    |
| 2001                                         | 193                                          | 231                                          | 888                                          | 360                                          |
| 2011                                         | 163                                          | 118                                          | 810                                          | 416                                          |
| 2021                                         | 118                                          | 107                                          | 633                                          | 430                                          |

## Património
- Igreja Paroquial de São Tiago Apóstolo
- Capela de Santa Ana
- Capela de São João
- Capela da Senhora da Conceição
- Capela de São Pedro